# Linje H (Buenos Aires tunnelbana)

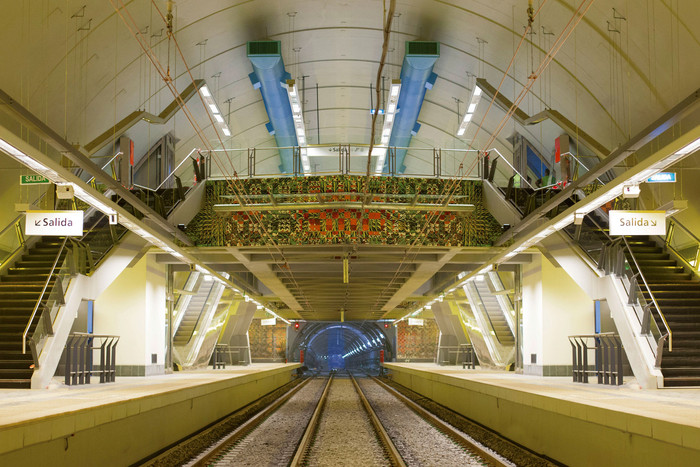
Stationen Córdoba

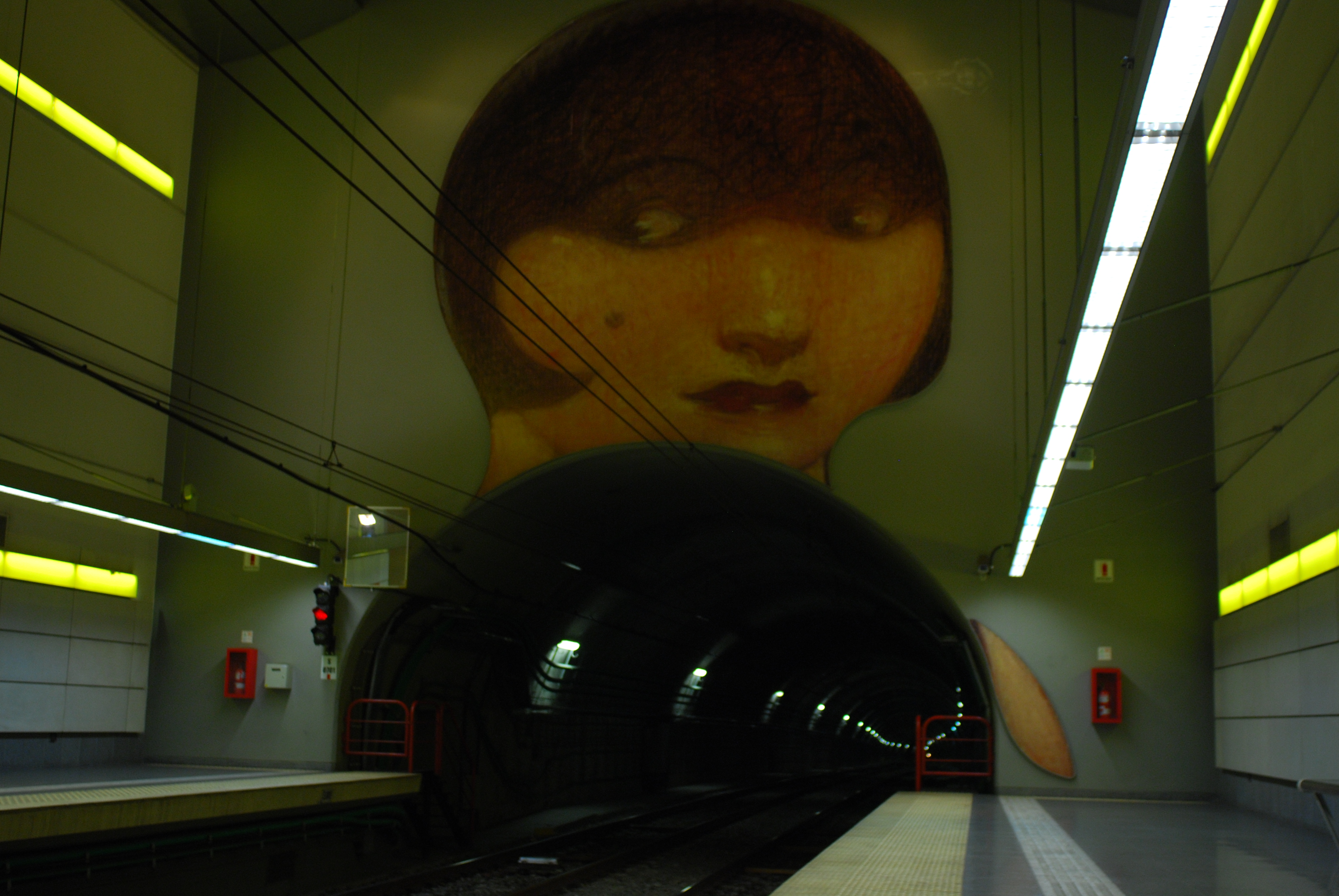
Stationen Venezuela.

Linea H i Buenos Aires tunnelbana invigdes 18 oktober 2007 och har 12 stationer och en längd på 8,8 km.
Stationer:
- Facultad de Derecho
- Las Heras
- Santa Fe (Pueyrredón (D))
- Córdoba
- Corrientes (Pueyrredón (B))
- Once (Plaza Miserere (A))
- Venezuela
- Humberto I (Jujuy (E))
- Inclán
- Caseros
- Parque Patricios
- Hospitales